# Union polono-lituano-moscovite

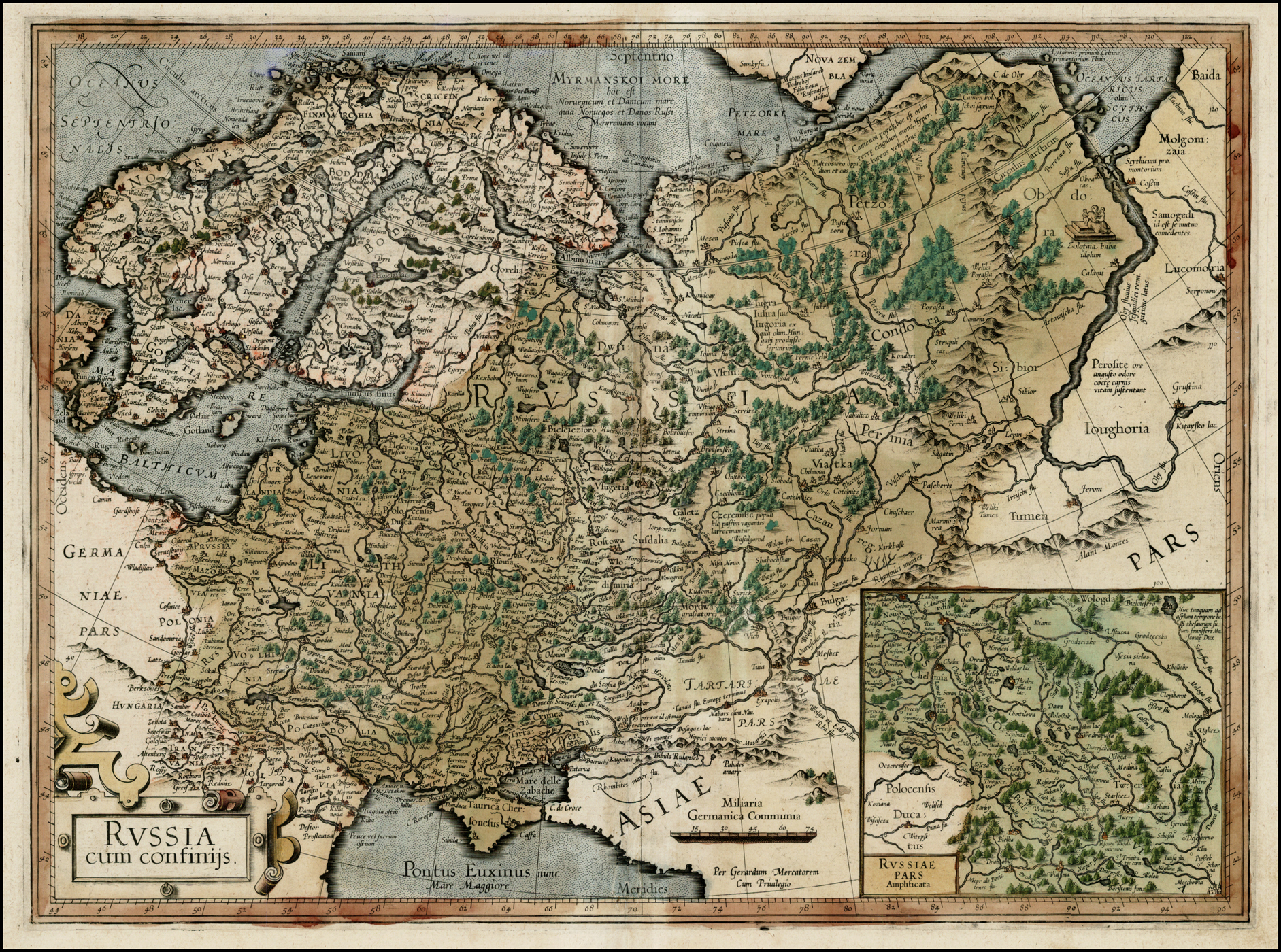
Carte montrant la Russie et la Pologne en 1595.

L'Union polono-lituano-moscovite aurait été un État unissant la Pologne, la Lituanie (elles-mêmes déjà réunies au sein de la république des Deux Nations) et la Moscovie, au sein d'une union personnelle. Un certain nombre de tentatives sérieuses ont été entreprises entre 1574 et 1658 ainsi qu'à la fin du XVIIIe siècle pour créer une telle union, mais aucune n'aboutit jamais, à cause de profondes incompatibilités structurelles des deux côtés.

## Pourquoi une telle union?
Les partisans d'une telle union au sein de la noblesse polonaise, dont les penseurs laïcs influents Jan Zamoyski et Lew Sapieha, avaient énuméré plusieurs arguments en sa faveur : elle permettrait d'apporter la paix sur la turbulente frontière orientale ; offrirait à la Pologne un allié militaire puissant et des territoires relativement peu peuplés (par rapport à la Couronne polonaise) pour la colonisation et le servage. L'idée a également été soutenue par les jésuites et d'autres émissaires papaux, qui n'ont jamais cessé d'entretenir l'idée d'amener la Russie orthodoxe orientale dans le giron catholique. Certains des boyards russes ont également trouvé la proposition attrayante (comme Boris Godounov, un partisan de la candidature du tsar Fédor Ier) pour diverses raisons, telles que le fait que les libertés dorées polono-lituaniennes, si elles étaient appliquées en Russie, permettraient d'affaiblir le pouvoir du tsar et leur accorderaient ainsi un statut bien supérieur à celui dont ils jouissaient auparavant.
Les propositions tournaient alors autour de l'introduction d'une union personnelle entre la République et la Russie et de divers accords économiques et politiques (élimination des barrières commerciales, libre circulation des personnes, etc.) jusqu'à la création d'un seul pays — suivant la formule qui a conduit à la création de l'union polono-lituanienne (union de Lublin de 1569). Cependant, toutes les propositions présentées par la partie polonaise ont été rejetées par le tsar russe. Les négociations les plus prometteuses eurent lieu en 1600, lorsqu'une mission diplomatique polonaise, dirigée par Lew Sapieha, arriva à Moscou. Sapieha présent à Boris Godounov une idée élaborée d'union entre la Pologne-Lituanie et la Russie. Les sujets des deux pays auraient dû être libres de servir l'autre dirigeant, de voyager d'un pays à l'autre, de contracter des mariages avec les sujets de l'autre pays, de posséder des terres des deux côtés, et d'aller étudier dans l'autre pays.
Bien que la Moscovie fût disposée à accepter certaines parties des traités proposés (comme l'extradition des criminels ou des suspects), elle s'opposait strictement aux points sur la tolérance religieuse (les religions non orthodoxes, en particulier le catholicisme, étaient persécutées en Russie, contrairement à la Pologne-Lituanie qui autorisait toutes les confessions) et la libre circulation des personnes. Transformer le tsarat russe en une république calquée sur le modèle polono-lituanien se serait avéré un projet trop ambitieux. De nombreux Russes craignaient en outre la polonisation, qui touchait déjà avec les noblesses lituanienne et ruthène ; ils redoutaient également la fuite accrue de la paysannerie et de la noblesse russe, auquel le tsar russe Ivan avait répondu avec la politique de répressions violentes dite de l'opritchnina. L'Union de Brest de 1596 était un argument supplémentaire pour les opposants orthodoxes au rapprochement entre la Russie et la Pologne-Lituanie, qui soutenaient qu'il s'agissait du prélude à la catholicisation de la Russie.

## Histoire

### Succession au trône de Pologne

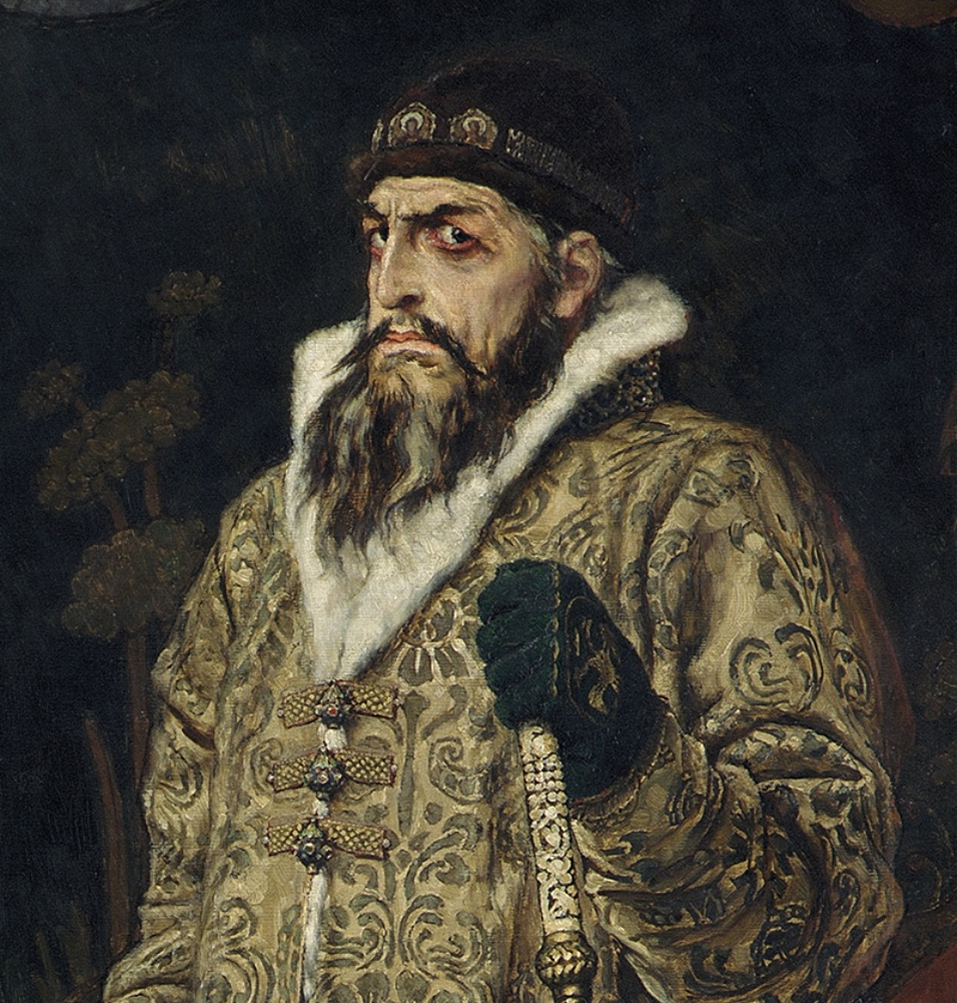
Ivan IV de Russie était candidat au trône de Pologne.

L'idée d'une union polono-moscovite est abordée pour la première fois au XVIe siècle, après la mort du dernier roi polonais de la dynastie Jagiellon, Sigismond II Auguste. Le tsar Ivan IV de Russie (« le Terrible ») devient un candidat populaire parmi la noblesse polonaise. Il bénéficiait en effet d'un soutien substantiel en Pologne, en particulier parmi la petite et la moyenne noblesse, qui voyaient en lui une opportunité de limiter la montée en puissance des magnats polono-lituaniens. Pendant l'interrègne, deux missions diplomatiques (dirigées par Michał Harraburda, pisarz litewski et Jędrzej Taranowski) ont été envoyées de Pologne en Moscovie pour tenir des discussions. Les négociations ont échoué en raison des hostilités résultant de la guerre de Livonie, des revendications territoriales d'Ivan IV (qui voulait recouvrer d'anciens territoires de Rus' de Kiev désormais sous le contrôle de la Lituanie) et de la décision d'Ivan de ne pas « s'abaisser au niveau d'autres monarchies européennes en envoyant une mission diplomatique en Pologne le suppliant de devenir roi ». Au cours du deuxième interrègne, en 1574, la candidature d'Ivan IV est très appréciée en Pologne, mais la mission diplomatique moscovite qui arrive en Pologne n'a ni mandat ni prérogative pour négocier à ce sujet. Finalement, la faction pro-Ivan déçue, représentée par Jan Sierakowski, a publié une déclaration au Sejm : « Le Grand Prince de Moscovie serait le meilleur choix pour le roi, mais à cause de son silence, nous sommes obligés de l'oublier et devrions cesser de le mentionner ».

### Succession au trône de Russie

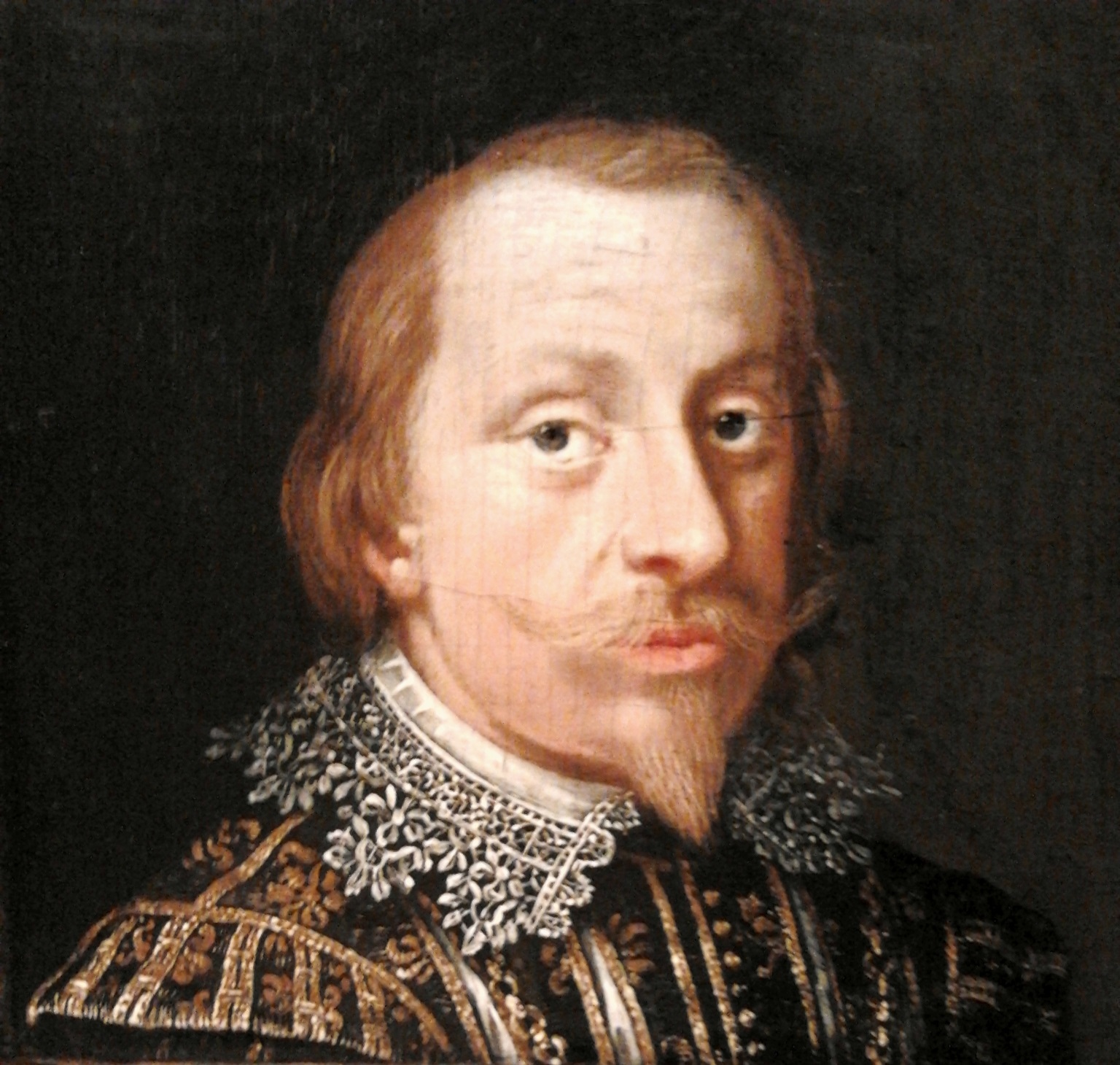
Ladislas IV Vasa de Pologne a revendiqué le trône de Russie.

La mort d'Ivan IV a été perçu par les tenants de l'union polono-moscovite comme une fenêtre d'opportunité. Le projet a été relancé peu après la mort du Tsar sous les règnes d'Étienne Batory en Pologne et de Féodor Ier en Russie. Après la mort de Batory en 1587, Fédor Ier s'est intéressé à l'acquisition du trône polonais et a envoyé une mission diplomatique en Pologne. Son soutien parmi les Lituaniens était élevé, mais les Polonais avaient certaines exigences, parmi lesquelles la conversion de Fédor au catholicisme, ce qui était absolument impensable. Finalement, c'est Sigismund III Vasa qui est élu roi de Pologne. La mort de Fédor en 1598 incite Sigismond à proposer sa candidature au trône de Moscovie, mais au moment où la mission diplomatique polonaise entrait dans Moscou, Boris Godounov était élu tsar.
Les problèmes de légitimité ayant assombri toute la période du règne de Boris Godounov, la Russie sombre dans un chaos encore plus grand à sa mort, le temps des troubles, qui s'est accompagnée d'une intervention armée polonaise décisive, la guerre polono-moscovite (1605-1618). Au cours de cette guerre, le prince polonais (et futur roi), Ladislas IV Vasa est brièvement élu tsar de Russie. Cependant, il ne sera jamais officiellement intronisé, et son élection rapide est restée dans l'histoire comme l'un des événements fortuits de la période des troubles.
L'idée d'union resurgit de nouveau en 1656-1658, lorsque la Moscovie, alors engagée dans une longue et sanglante guerre contre la Pologne-Lituanie, mit l'élection du tsar de Russie au trône de Pologne sur la table des négociations. Cette fois, c'est la partie polonaise qui présente des revendications (conversion au catholicisme et changements territoriaux) qui finissent par décourager les Russes de poursuivre le projet. En 1658, le Sejm élit tout de même le tsar Alexis Ier comme roi, mais la décision est annulée sous la protestation de l'église catholique.

### Proposition du dernier roi de Pologne
Enfin, l'idée reparaît au XVIIIe siècle, lorsque le dernier roi polonais, Stanisław August Poniatowski, tenta de sauver l'État polonais en proposant un mariage entre lui et l'impératrice russe Catherine la Grande.
La possibilité même qu'une telle idée ait pu être sérieusement envisagée par la partie polonaise au début était probablement basée sur l'esprit de la confédération de Varsovie de 1573, qui garantissait, au moins formellement, une égalité pour les nobles non catholiques au sein de la République. Bien que la convention adoptée ait été un acte d'un libéralisme sans précédent pour l'époque, une telle égalité n'a jamais été réalisée dans la réalité, même au sein de la double-monarchie. Si l'on tient compte du fait que les principales divisions de l'époque, outre les divisions dynastiques, étaient d'ordre religieux et que les relations entre les branches catholiques et orthodoxes de la chrétienté étaient au mieux tendues, il est surprenant qu'une telle idée ait pu être sérieusement envisagée. Il est tout aussi improbable qu'une telle idée ait pu être acceptée par la partie russe, car l'opinion sur le catholicisme dans l'Empire russe était très négative.
Ainsi, bien que l'idée d'une union polono-lituano-moscovite ait été soutenue très tôt par certains diplomates polonais progressistes et laïques, les efforts de quelques-uns n'ont pas permis de surmonter l'opposition russe au catholicisme et la crainte qu'une telle union n'entraîne la domination du catholicisme sur l'orthodoxie.

## Sources
- K. Tyszkowski, Plany unii polsko-moskiewskiej na przełomie XVI i XVII wieku, "Przegląd Współczesny", t. XXIV, 1928, art.392-402
- K. Tyszkowski, Poselstwo Lwa Sapieha do Moskwy, Lwów, 1929
- S. Gruszewski, Idea unii polsko-rosyjskiej na przełomie XVI i XVII wieku, "Odrodzenie i Reformacja w Polsce", t. XV, 1970, art.89-99
- Ł. A. Derbow, K woprosu o kandidatiure Iwana IV na polskij prestoł (1572-1576), "Uczonyje zapiski Saratowskowo uniwersiteta", t. XXXIX, Saratow, 1954
- B.Flora, Rosyjska kandydatura na tron polski u schyłku XVI wieku, "Odrodzenie i Reformacja w Polsce"', t. XVI, 1971, art.85-95
- Krzysztof Rak, Fédéralisme ou force : un projet du XVIe siècle pour l'Europe orientale et centrale, Sarmatian Review, janvier 2006
- Zbigniew Wojcik, Efforts russes pour la couronne polonaise au dix-septième siècle, Revue slave, Vol. 41, n° 1 (printemps 1982), p. 59–72 JSTOR